# منطقه حفاظت‌شده رودخانه کشف‌رود
منطقهٔ حفاظت‌شدهٔ رودخانه کشف رود یک منطقهٔ حفاظت‌شده با مساحت ۱۹۳۹۲ هکتار است که در استان خراسان رضوی در ایران قرار دارد. این منطقهٔ حفاظت‌شده طبق مصوبهٔ شمارهٔ ۷۲۶ در تاریخ ۱۳۹۱/۲/۳۱ در فهرست مناطق تحت حفاظت سازمان محیط زیست ایران قرار گرفت.